# 伊红

Eosin Y

Eosin B

伊红（Eosin）是一种酸性染料，能染色细胞质、胶原蛋白及肌肉纤维，使之能在显微镜下观察到。
伊红的名称是由其发明者、化学家海因里希·卡罗以兒時好友安娜·彼得斯（Anna Peters）的外号“厄俄斯”（Eos）命名的。

## 变体
实际上有两种化合物名为伊红，常用的一种是伊红-Y，呈淡黄色；另一种为伊红-B，呈淡蓝色。两种化合物可相互转化。伊红-Y是荧光素的四溴衍生物；而伊红-B是荧光素的二溴二硝基衍生物。

## 组织学中的应用
常用在苏木精-伊红染色中，该染色法在组织学中很常用。利用该方法染色的组织的细胞质呈粉红-桔黄色，而细胞核显深色（蓝或紫）。也可用于红细胞的染色。伊红-Y和百里酚共同用于防止水溶液长霉。